# Kahtla laid
Kahtla laid är en halvö i västra Estland. Den ligger i Laimjala kommun i landskapet Saaremaa (Ösel), 150 km sydväst om huvudstaden Tallinn. Den har förenats med ön Ösels sydöstra strand mot Rigabukten på grund av landhöjningen. På halvöns sydöstra udde, Laidunina, står den numer nedlagda fyren Laidunina tuletorn.
Inlandsklimat råder i trakten. Årsmedeltemperaturen i trakten är 6 °C. Den varmaste månaden är augusti, då medeltemperaturen är 18 °C, och den kallaste är januari, med −4 °C.